# Louis Stehlé
Louis Stehlé dit Delpont-Delascabras, né le 14 février 1882 à Ganges dans le département de l'Hérault et mort le 3 mars 1933 à Montpellier, est un félibre, poète français de langue occitane du XXe siècle.

## Biographie
Louis Henri Valentin Stehlé, né le 14 février 1882 à Ganges, est le fils d'un père alsacien Henri Stehlé (1856-1893), tailleur d'habits et d'une mère cévenole Léontine Liza Rocher (1857-1931),.
Quand il fait son service militaire au 163e Régiment d'infanterie à partir de novembre 1904, il est tailleur d'habits comme son père. Il épouse Delphine, Suzanne Airal (1881-1954) le 28 septembre 1907 à Ganges.
Rappelé en août 1914, il est incorporé au 4e Régiment d'infanterie coloniale d'abord dans la Somme. Il passe à l'Armée d'Orient (AO) en décembre 1916, puis au 24e Régiment d'infanterie coloniale en août 1918, ce qui le conduira dans les Dardanelles, en Macédoine et en Serbie. Il collabore au journal de guerre Lou Gal pendant toute la guerre en Orient. Le rapport de la commission de réforme de 1922 fait état de « légers accès de paludisme espacés ».
Après la Première Guerre mondiale, il fonde l'association des Anciens combattants coloniaux de l’Hérault qu'il préside jusqu'à sa mort,.
Collaborateur des journaux félibréens et régionalistes, ses poèmes en occitan sont publiés sous le pseudonyme Delpon-Delascabras dans Le Sud, Septimanie, Le Petit méridional et Montpellier. 
Très actif dans le Félibrige, il est nommé secrétaire-trésorier de la Maintenance du Languedoc. En 1926, le Consistoire du Félibrige lui décerne le titre de Mestre en gai-sabé (maître en gai-savoir).
Son goût pour les vêtements et son métier de tailleur l'amènent à participer avec succès à des concours d'élégance. Il remporte ainsi plusieurs concours en 1929, à Paris, Biarritz et Saint-Jean-de-Luz.
Louis Stehlé meurt le 3 mars 1933 à Montpellier et est inhumé à Ganges le 11 novembre 1936 à l'occasion de l'inauguration du monument aux morts de sa commune natale.

## Œuvres principales
- Les contes de Couerlou
- La Pimpanelle

## Distinctions
- Médaille interalliée de la Victoire
- Médaille commémorative de la guerre 1914–1918
- Médaille commémorative d'Orient
- Médaille commémorative serbe
- Officier de l'Instruction publique, décembre 1931[11]
- 1924 : Académie des jeux floraux - concours de poésie - Œillet pour La Chanson de Joffroy Rudel[12],[13]
- 1925 : Académie des jeux floraux - 2e au concours du prix Pujol pour Mas Cevenas[14]